# Expédition contre les Oulad Amrane (1516)
L'expédition contre les Oulad Amrane est une expédition militaire portugaise contre la tribu des Oulad Amrane menée depuis la place forte de Safi, occupée par les Portugais depuis 1488.

## Contexte
Sous le règne de Manuel Ier (1469-1521), le Portugal a cherché à renforcer son contrôle sur les territoires relatif aux colonies, poursuivant les ambitions de son prédécesseur Jean II. Manuel Ier a mené plusieurs campagnes militaires au Maroc avec pour objectif d'établir une présence portugaise solide dans la région, notamment en capturant des villes stratégiques telles que Safi en 1508 et Azemmour en 1513 . Ces conquêtes font partie de sa vision plus large d'expansion impériale, visant non seulement à contrôler les routes commerciales cruciales mais aussi à diffuser le christianisme ainsi qu'à lutter contre les puissances musulmanes locales. La détermination de Manuel Ier à s'implanter au Maroc illustre son ambition de renforcer le prestige du Portugal et de sécuriser des positions clés pour le commerce des épices ainsi que d'autres richesses provenant des Indes orientales.

## Déroulement
En mai 1516, Nuno Fernandes lance une expédition militaire contre la tribu marocaine des Oulad Amrane, appartenant à la confédération tribale des Doukkala. Les Portugais soutenus par les Abda et autre tribus Doukkala, remportent initialement des succès. Cependant, au cours d'une contre-attaque menée par les Oulad Amrane, les troupes portugaises sont surprises et Nuno Fernandes, chef de l'expédition ainsi que gouverneur de Safi est tué à coup de sagaie. Dans le même combat, le gendre de Nuno Fernandes, D. Afonso de Noronha, héritier de la maison des comtes d'Odemira, est également mort.
Le désordre provoqué par le décès du célèbre Nuno Fernandes, pousse les tribus ralliées à changer de camp et à s'associer aux Oulad Amrane. Les Portugais sont alors tués ou faits prisonniers par les Marocains. Seulement cent hommes réussissent à s'échapper. Les tribus voisines de Safi repartent en dissidence vis-à-vis des Portugais, sans pour autant tenter une attaque contre la ville.

## Sources bibliographiques
1. 1 2 3  Archives berbères 1946, p. 420
2. ↑  Archives berbères 1946, p. 419

#### Francophone
- Institut des hautes études marocaines (Rabat), Hespéris : Archives berbères et Bulletin de l'Institut des hautes études marocaines, Paris, Larose, 1946, 463 p. (lire en ligne)